# 10 000 mètres masculin aux Jeux olympiques d'été de 1980
Navigation
Montréal 1976 Los Angeles 1984
L'épreuve du 10 000 mètres masculin aux Jeux olympiques de 1980 s'est déroulée les 24 et 27 juillet 1980 au Stade Loujniki de Moscou, en URSS. Elle est remportée par l'Éthiopien Miruts Yifter dans le temps de 27 min 42 s 69.

## Résultats

### Finale
| Rang               | Athlète            | Pays               | Temps          |
| ------------------ | ------------------ | ------------------ | -------------- |
| Médaille d'or      | Miruts Yifter      | Éthiopie           | 27 min 42 s 69 |
| Médaille d'argent  | Kaarlo Maaninka    | Finlande           | 27 min 44 s 28 |
| Médaille de bronze | Mohammed Kedir     | Éthiopie           | 27 min 44 s 64 |
| 4                  | Tolossa Kotu       | Éthiopie           | 27 min 46 s 47 |
| 5                  | Lasse Virén        | Finlande           | 27 min 50 s 46 |
| 6                  | Jörg Peter         | Allemagne de l'Est | 28 min 05 s 53 |
| 7                  | Werner Schildhauer | Allemagne de l'Est | 28 min 10 s 91 |
| 8                  | Enn Sellik         | Union soviétique   | 28 min 13 s 72 |
| 9                  | Bill Scott         | Australie          | 28 min 15 s 08 |
| 10                 | Ilie Floroiu       | Roumanie           | 28 min 16 s 25 |
| 11                 | Brendan Foster     | Royaume-Uni        | 28 min 22 s 54 |
| 12                 | Mike McLeod        | Royaume-Uni        | 28 min 40 s 78 |
| 13                 | Martti Vainio      | Finlande           | 28 min 46 s 22 |
| 14                 | Gerard Tebroke     | Pays-Bas           | 28 min 50 s 08 |
| -                  | Antonio Prieto     | Espagne            | DNF            |

## Légende
Records et Performances
- AR : Record continental (area record)
- CR : Record des championnats (championship record)
- MR : Record du meeting (meet record)
- NR : Record national (national record)
- OR : Record olympique (olympic record)
- PR : Record paralympique (paralympic record)
- PB : Record personnel (personal best)
- SB : Meilleure performance personnelle de la saison (season's best)
- WL : Meilleure performance mondiale de l'année (world leader)
- WJR : Record du monde junior (world junior record)
- WR : Record du monde (world record)

Circonstances et Conditions
- DNF : N'a pas terminé (did not finish)
- DNS : N'a pas pris le départ (did not start)
- DQ : Disqualification (disqualification)
- NM : Aucun essai valable enregistré (No Mark)
- Q : Qualifié « directement » au prochain tour (ou à la prochaine compétition), lors d'une compétition majeure, grâce au classement ou à la réalisation des minima (automatic qualifier)
- q : Qualifié au prochain tour (ou à la prochaine compétition), lors d'une compétition majeure, grâce au repêchage ou à la réalisation de l'une des meilleures performances parmi celles des « non qualifiés directement » (grâce au meilleur temps ou à la meilleure distance par exemple) (secondary qualifier)